# 尼子晴久
尼子 晴久（あまご はるひさ）は、戦国時代、出雲国の戦国大名、出雲・隠岐・備前・備中・備後・美作・因幡・伯耆の守護大名。尼子経久の嫡孫に当たる。山陰山陽十一カ国のうち、八カ国の守護を兼任し、当時の中国地方随一の大大名となった。大内、毛利の両家と度々戦火を交え、尼子家の最盛期を創出した。

## 生涯

### 家督相続
永正11年（1514年）2月12日、尼子経久の嫡男・政久の次男として生まれる。幼名が、父祖たちも用いた又四郎でなく三郎四郎であったのは政久の長男にあたる兄がいたからである。なお、晴久の子である義久も同様である。
しかし、政久の嫡男（跡取り）となる筈であった兄（名乗りは又四郎か）は夭折。これに伴い次男の三郎四郎が代わって政久の跡目と成る。さらに本来なら尼子氏の家督を継いでいたはずの父・政久も、永正15年（1518年）の出雲阿用城攻めで陣没。このため祖父・経久の世子（直接の跡取り）に繰り上がった。元服後の初名は詮久（あきひさ）と称した。
大永年間には祖父の命を受け、伯耆守護代として伯耆守護の山名澄之を監視する任に付く。この頃、尼子氏は重臣・亀井秀綱の主導による毛利氏の家督相続への介入に失敗した事で、毛利氏の大内氏への転属を許し、備後国や安芸国への支配力低下を招いていた。
享禄3年（1530年）、叔父・塩冶興久が謀反を起こす。同年5月28日付の大内氏家臣・陶興房の書状には、大内氏が塩冶興久・尼子経久の両者から支援を求められ、最終的には経久を支持していることから、経久の代には大内氏と和睦していたことが判る。なお、大内氏と尼子氏の仲介には安芸国の有力国衆である毛利元就が当たったと言われ、翌享禄4年（1531年）7月10日には詮久は毛利元就と義兄弟の契りを結ぶ。
享禄4年（1531年）、塩冶興久に味方した備後山内氏を討伐すべく遠征しており、他にも三沢・多賀・山内氏討伐へと出陣している。
享禄5年（1532年）、美作国へ侵攻し、これを確保すると、備前国を攻略する。
天文6年（1537年）、経久の隠居により、24歳で家督を継いで当主となった。

### 前期
天文7年（1538年）、大内領であった石見銀山を攻略し、更には因幡国を平定した後に播磨国へと侵攻して備前・美作・播磨の守護・赤松晴政に大勝する。
天文8年（1539年）、龍野城を落城させ、播磨国にまでその勢威を拡大した。この上洛戦は、大友義鑑が画策した将軍・足利義晴の入洛を名目とする大内包囲網の一翼を詮久が担い、更には足利義晴から御内書の発給を求め、それを貰い受けている。当時、室町幕府は石山本願寺と対立していたこともあり、大内氏・尼子氏等の勢力に救援を兼ねた上洛要請をしていた為、詮久はこれに便乗する形で上洛そのものが目的というより、国人衆の統制を強化すると共に、近隣にその存在感を誇示するための遠征であった。同時期、詮久は備後国衆である宮氏・渋川氏を従属させ、大内氏への圧力を強化している。安芸国においても、安芸武田氏・吉川氏と連絡を取り、影響力を強める。
そして、別所就治の三木城攻略に取りかかり、別所氏が尼子方に付いた為に赤松晴政は堺へと逃亡している。これにより、詮久は上洛する構えを見せたが、一度出雲に撤退している。将軍・足利義晴は尼子氏の播磨進出を警戒し、大内氏に尼子氏への攻撃を要請し、これに対して大内氏は尼子方である安芸武田氏当主の武田信実を攻撃した。詮久は援兵を派遣するも佐東銀山城が落城。信実は一時若狭国へと逃亡している。これにより享禄3年（1530年）以降、表面上和睦関係にあった大内氏との関係は破綻した。
天文9年（1540年）、大内義隆に属していた安芸の有力国衆・毛利元就を攻める。『陰徳太平記』には、このとき祖父の経久はこの遠征に反対したが、血気にはやる詮久が遠征を強行したと記述がある。しかし毛利攻めの直前には、石見国の小笠原氏や福屋氏、安芸の吉川氏や安芸武田氏、備後国の三吉氏など、多数の有力国人を味方につけており、周囲の形勢は尼子氏に有利に展開していた。また、当時安芸武田氏だけではなく頭崎城の平賀興貞や厳島神主家など尼子方についていた安芸南部の領主達が一斉に大内軍の攻撃を受けていることから、大内軍のこれ以上の侵攻を食い止めるために尼子軍の安芸南部への出兵は避けられない状況となっていった。そのため、晴久の目的は頭崎城の救援であり、そのルート上に大内方の毛利氏がいたとするのが近年の通説である。

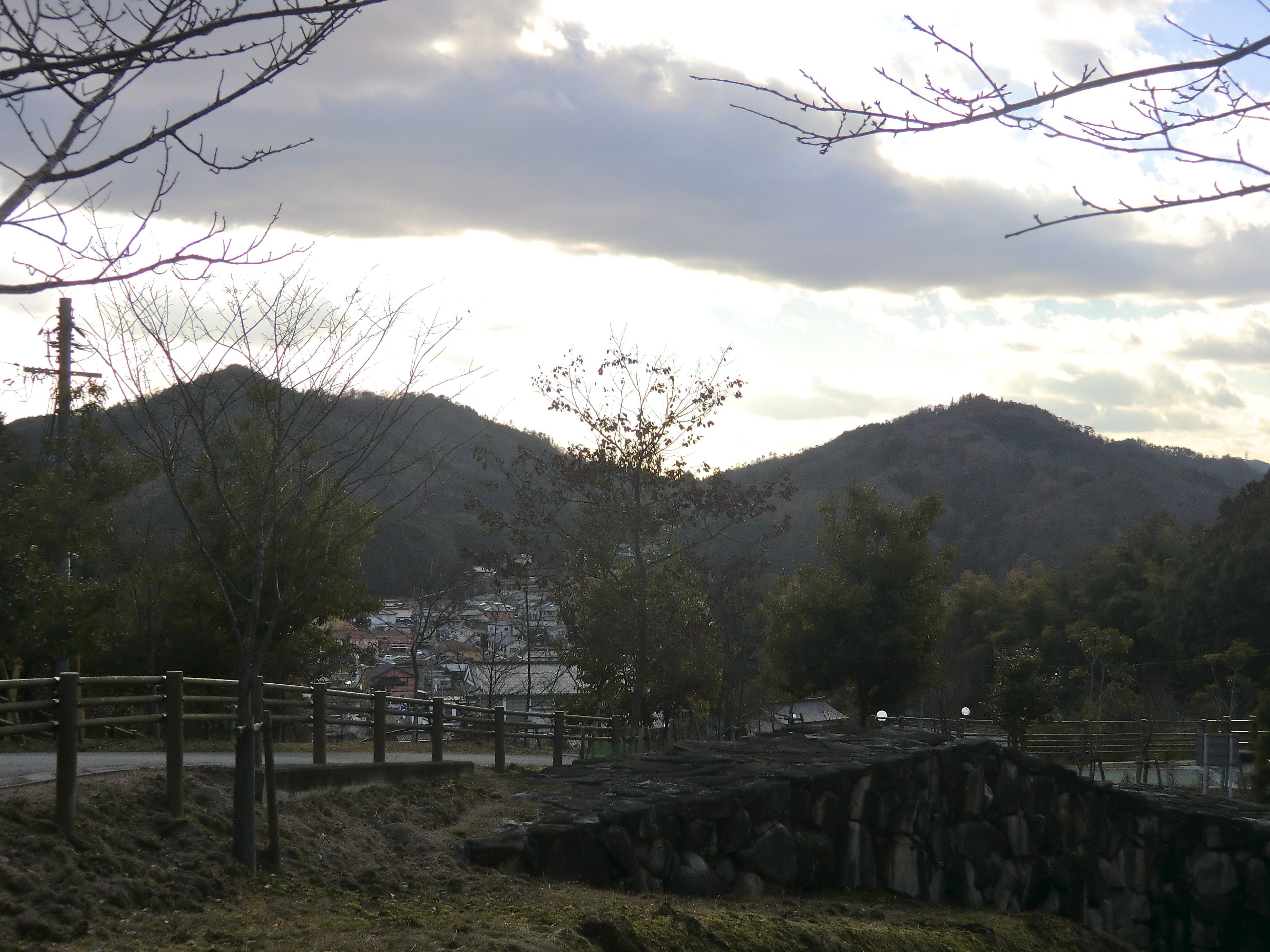
吉田郡山城の戦いで尼子本陣が置かれた青光山尼子陣所跡の遠景

また、実際に戦闘が始まってからも、安芸武田氏の奮戦により大内氏の援軍到着は遅延し、さらには大内氏の援軍を迎え撃ち、毛利氏との合流を遮断するため、本陣を甲山から青山三塚山に移す等、巷間で言われるほど稚拙な戦いを展開したわけでは無かったが、兵力で大きく勝りながらも小競り合い程度で積極的攻勢に出ることはなく、元就率いる毛利軍の徹底した吉田郡山城における籠城戦法と、援軍として駆けつけてきた陶隆房率いる大内軍に大敗を喫し、大叔父の尼子久幸を失った（吉田郡山城の戦い）。
結局、尼子氏を頼りにしていた安芸武田氏は、詮久の敗走により大内氏らの攻撃を受けて滅亡し、祖父・経久が天文10年（1541年）に死去するという不幸も重なって、尼子家勢力下の国人領主が大量に大内氏へ寝返ったため、危機的状況に陥った。同年、将軍・足利義晴から偏諱（「晴」の一字）を賜って、晴久（はるひさ）と改名する。また、この時期には備中・美作へ自ら出陣し、美作三浦氏・中村氏らを攻撃している。

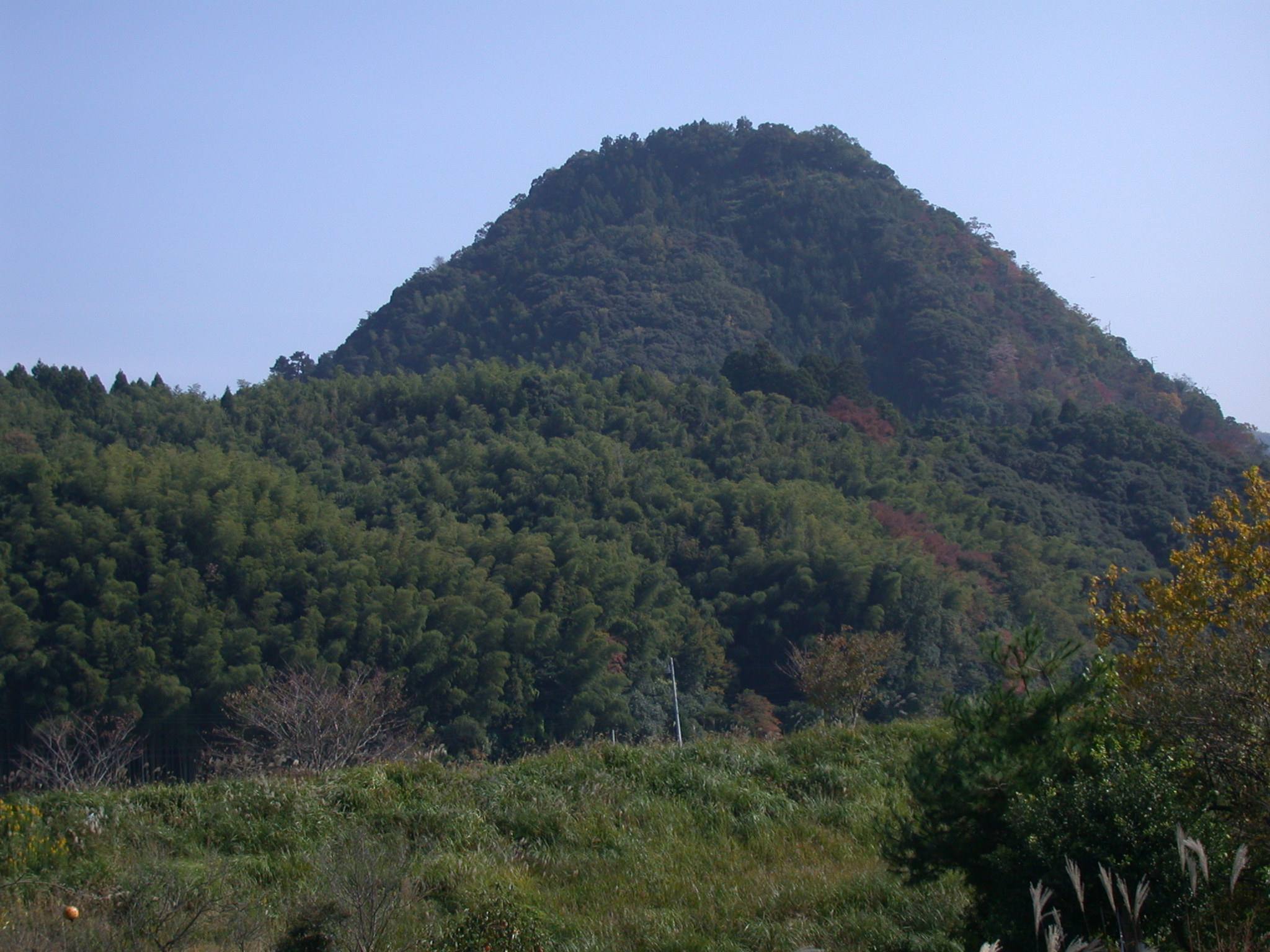
月山富田城の遠景

天文11年（1542年）、居城・月山富田城（現：島根県安来市）が大内義隆率いる大内軍の侵攻を受ける（第一次月山富田城の戦い）。しかし、尼子勢の徹底抗戦により戦いは長引き、大内軍はしだいに疲弊したため、寝返っていた国人衆は動揺し、再び尼子方へと復帰した。この国人衆の再度の寝返りにより戦況は完全に逆転し、大内軍は撤退を開始したが、混乱の中で大内義隆の養嗣子・大内晴持が事故死し、尼子軍に追撃された小早川正平は戦死、毛利元就・隆元父子も九死に一生を得るほどの損害を受けた。また、この時には勢いに乗り、失地した石見東部を取り返し佐波氏を大内所領に追放している。
以後、晴久は失った勢力の回復に尽力し、大内氏に与した一族の尼子清久は粛清、出雲国造千家氏は退転、河津氏・宍道氏・神西氏・多賀氏・佐波氏は惣領を追放処分、三沢氏は出雲国横田荘などの領地を削減、直轄化とされた。また、雲南地域砂鉄の産地や流通を押さえるなどして出雲の支配体制を強化し、本国出雲を中心として、伯耆・美作・隠岐を基盤に、周辺地域へ侵攻し、勢力を更に拡大しようとする。

### 後期
天文12年（1543年）7月、再び石見銀山を奪回すべく、石見へと侵攻し、これを奪取することに成功する。
天文13年（1544年）頃には、因幡守護・山名誠通を従属させ（誠通は晴久より1字を賜って久通に改名）、因幡全域への影響力を強めるが、まもなく但馬国守護・山名祐豊の攻撃によって久通は敗退し、彼を支援する尼子氏の勢力も後退。その後は鹿野城を巡って山名氏と小競り合いを続けている。同年7月に晴久は自ら備後へと出陣し、三次盆地に力を持つ三吉氏を攻撃し、迎撃に出た児玉就忠・福原貞俊を撃退している（布野崩れ）。だが、この時期に大内氏から援助を受けて佐波氏が石見に帰還を果たし、代わりに入っていた赤穴氏は出雲へと撤退した。
天文17年（1548年）頃には、美作高田城の美作三浦氏を家督・所領の安堵を通じて従属下においた。このため、美作西部での尼子氏の勢力は拡大した。
天文19年（1550年）、独立勢力であった杵築大社（現・出雲大社）が遷宮を行った際に仏僧を入れて混乱を招く等して、大社勢力の独自性を削ごうとしている。また、尼子方であった日御碕神社に支援を行い、同勢力が有する宇竜港を使い貿易を積極的に行っている。
天文20年（1551年）頃には、備前国を圧迫し、国人・松田氏や守護代・浦上政宗を味方につけるが、政宗の弟・浦上宗景はこの動きに対し、反尼子方の備前国人を糾合して自立、毛利氏や備中の三村氏より援助を受け、これに対抗した。晴久は自ら備前国に出陣し、播磨の浦上政宗と結んで宗景の居城である備前天神山城・沼城まで進出し、これを牽制している。
天文20年（1551年）、大内義隆が陶隆房（晴賢）の謀反により死去したため（大寧寺の変）、天文21年（1552年）には将軍・足利義輝より、山陰山陽8ヶ国（出雲・隠岐・伯耆・因幡・美作・備前・備中・備後）の守護及び幕府相伴衆に任ぜられた。同年12月3日、朝廷から従五位下修理大夫を賜る。これは中央政権である幕府・朝廷に、尼子氏が中国地方の名家及び大内氏に準じた働きをする勢力として認知されたことを示している。また、守護を任された国においての尼子氏の勢力が優勢であるという象徴でもある。また中国地方を支配する大義名分を手にした8ヶ国守護補任を機に、晴久は尼子氏の出雲下向時からの直臣を用いて、奉行衆を中心とした支配体制を確立した形跡がある。
天文21年（1552年）頃、晴久は杵築（現：出雲市大社町）の御師にして商人である坪内氏を介して、備後北部の三次盆地に勢力を持つ江田氏を、尼子方へ寝返らせることに成功した（尼子方国人・山内氏の誘いもあったという）。また、宇賀島衆等の海賊衆も懐柔することに成功している。同時期には備後新一宮氏の宮元盛とその叔父である宮光音を支援し、備後方の大内・毛利側の国人を攻撃させている。
天文22年（1553年）3月、美作東部へと進出。晴久は自ら28,000の兵を率い、迎撃に出た浦上宗景・後藤勝基の15,000を撃退。再び天神山城付近まで進出し、播磨加古川まで進撃している（美作勝山の戦い）。しかし、この隙を突く形で4月6日より、備後江田氏は毛利氏を中心とした大内氏方国人の攻撃を受けた。晴久は美作国から引き返し、備後国高へ出陣して萩瀬にて陶晴賢率いる大内軍と激突し、一次は安芸国に侵入する等して盛り返すも勝敗がつかず、10月には江田氏の居城・旗返山城は落城。12月には山内氏・多賀山氏も大内方へと下り、備後国庄原から福山にかけての支配権を喪失した。備後国は尼子氏の本拠出雲国に近いだけに尼子氏の影響力も強かったものの、大内氏傘下である反尼子同盟の国人衆である毛利氏の攻撃もあり、備後国への大内氏の影響力は強まった。
天文23年（1554年）、月山富田城に連歌師である宗養を招いて連歌会を行うなど、文化の隆盛を図った形跡もある。6月7日には陶晴賢から益田氏当主・益田藤兼を通じて大内氏（陶氏）と同盟関係を結ぶ。
また同年に11月に叔父・尼子国久ら新宮党を謀殺する。この粛清により、新宮党の勢力基盤であった東出雲能義郡吉田荘・塩冶氏領の出雲平野西部は晴久のもとに直轄化され、尼子氏の権力基盤は強化された。
弘治元年（1555年）、大内家の主導権を握っていた陶晴賢が、毛利元就との厳島の戦いに敗れて自害し、これにより前年に結んだ大内氏との同盟関係は自然消滅した。この時、備前浦上氏の天神山城を攻撃していた晴久は、大内家の崩壊を石見侵攻の好機ととらえ、素早く兵を備前国から引き上げると川本の小笠原長雄と結び、石見銀山を奪取するべく進撃を開始した。銀山の防衛拠点山吹城を包囲した晴久に対し、弘治2年（1556年）、毛利元就率いる毛利軍は反撃に出たが、晴久はこれを石見国邇摩郡忍原にて撃破（忍原崩れ）し、9月には山吹城を陥落させた。銀山防衛の要となる山吹城には本城常光を城主にすえ、また、既に天文年間後半に雲石国境の刺賀岩山城に派遣していた、直臣の多胡辰敬や、新たに鰐走城に派遣した牛尾久清、在地の国人領主である温泉英永などを連携させて、銀山の積極的な確保につとめた。

### 晩年

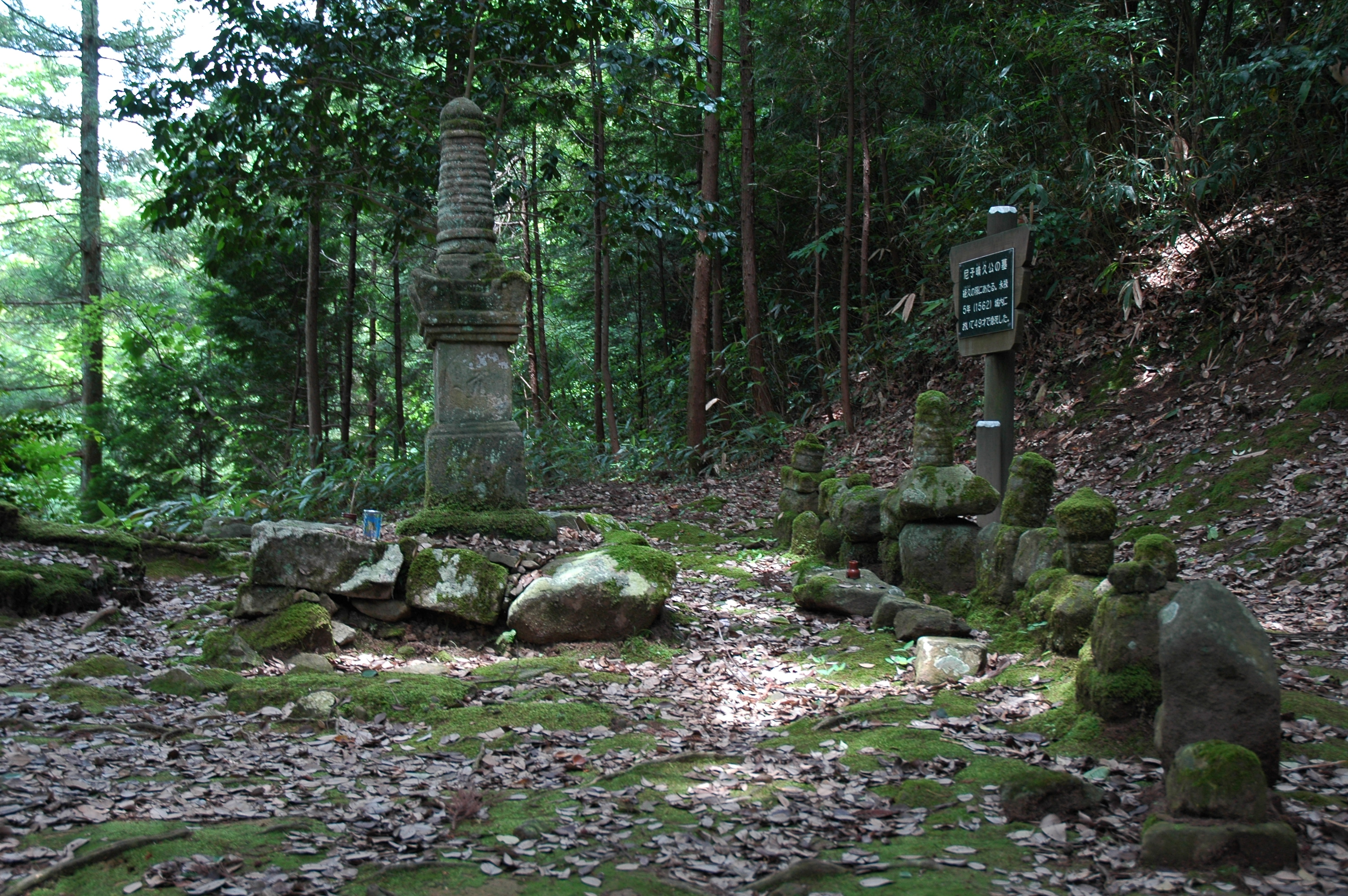
尼子晴久と殉死者の墓（安来市広瀬町月山山麓）

弘治3年（1557年）、毛利元就に追い詰められた大内義長が自害する（防長経略）。
大内領の大半が毛利領になると、毛利氏による石見東部への侵攻も激しくなり、永禄元年（1558年）には小笠原長雄の温湯城が攻撃された。晴久は救援に出陣したが、おりからの豪雨のため江の川が増水して渡れず、永禄2年（1559年）8月には小笠原氏が毛利氏に降伏した。
一次史料の裏付けが無いため実在性は疑問視されているが、江戸時代に成立した『吉田物語』や『陰徳太平記』といった軍記物では、毛利氏は石見銀山奪取の為に銀山を守る要衝で本城常光が守る山吹城を攻撃するも、これを陥落させることができず、毛利軍は本城軍の追撃を撃退して撤退したとしている（降露坂の戦い）。そして、10月には晴久が大田より帰陣した。結局、晴久の存命中に毛利氏は石見銀山を奪取しえなかった。
この頃になると、出雲、美作、備中などを初めとする領国全てが最前線となり、毛利元就や三村家親、浦上宗景、山名祐豊などの毛利側国人・大名らと一進一退の攻防を繰り広げた。晴久は、備中、美作などの東山陽方面では浦上氏や三村氏らを撃破し、これを平定し、西山陽の備後では毛利氏と大激戦を繰り広げて一時的に安芸に侵入するなど、激しくなる毛利氏の侵攻をよく防いだ。
弘治元年（1555年）から永禄年間にかけては、嫡男・義久を浦上政宗への援軍総大将として播磨国に派遣している。
永禄2年（1559年）7月、晴久が福屋隆兼の居城である松山城を攻略しようとしたが、吉川元春と熊谷信直が率いる毛利軍が福屋隆兼の援軍として尼子軍を後ろ巻にしたことで多数の死傷者を出して敗れた尼子軍は温泉津を経由して安濃郡大田まで撤退した。
同年、備中上房郡（現高梁市）にて毛利方国人・三村家親と一戦を交え、敗走させた。

### 死去
永禄3年（1560年）12月24日、晴久は月山富田城内で病死した。享年47。晴久の死後は嫡男の義久が継いだ。
また、元禄15年（1702年）に萩藩（長州藩）士・杉岡就房によって成立した軍記物である『吉田物語』では、晴久の重病を知った毛利元就の様子を記している。晴久が重病により十死一生の容態、あるいは死去したかもしれないことを毛利氏の家臣が元就に報じた際、家臣たちは元就が喜ぶと思っていたが、報せを聞いた元就は意外にも残念そうにし、｢晴久が死去したのであれば仕方のない事であるが、晴久も存命の内に我らと一戦を遂げて雌雄を決すべしと考えていたであろう。我らも天文9年（1540年）の吉田郡山城の戦い以来数度合戦したが旗本同士での勝負はなかったため、間もなく出雲国へ討ち入って念願を晴らそうと考えていたので残念の至りである。総じて敵方の弱みを喜ぶは弱将の下の諸将の風習であり、晴久の重病を我が方の吉事のように申すのは是非無き心である」と言ったという。

## 人物
- 祖父・経久が詠んだとされる「秋上は 富高らかに 相かして 思うことなく 長生きせん」という和歌がある。意味は「秋上氏・富氏・別火（財）氏が相和して、思うことなく（争いがなくなり）皆長生きするだろう」というものだが、実際にこの和歌を詠んだのは晴久であり、出雲神官である三氏の和解を喜んで詠んだものである。
- 大叔父・尼子久幸から「短慮で大将の器に乏しく、血気にはやって仁義に欠けている」と評されたと、『雲陽軍実記』では記されている。
- 晴久の残した建築物としては美作国一宮中山神社本殿が名高い。もともと尼子氏の侵略によって焼失した本殿は、永禄2年（1559年）、晴久の発願により再建され、度重なる改修の末、現在に至っている。大社造の流れをくむ本社殿は中山造という独特の構造となっており、以降の美作国内における神社建築の模範となった。
- 飯梨川流域の晴久支配期の城下町から、朝鮮及び明国製の陶器・鏡などが発掘されており、貿易政策に力を入れていた。
- 旧来の権力体勢からの脱却を図るべく、新宮党の粛清や奉行衆を用いた尼子宗家の権力基盤強化に天文年間後期からは取り組んでおり、自らの勢力基盤の弱点等を見抜いていたところや、寺社・水運等への直接介入及び領地削減や砂鉄・石見銀等を用いて貿易を積極的に行っていた。
- 新宮党粛清は上記の自らの旧権力体制の弱点を自ら見抜き、西出雲に多くの直轄地を持ち、晴久の命と尼子国久の命が異なり指揮が混乱するなど、明らかに国久との確執が生まれていたことが原因と考えられる。

## 中央集権化
尼子氏が拠点とした出雲国は、明徳の乱以降に京極氏が守護代を派遣することで管理をしていたが、小守護代・郡奉行といった下部組織は存在せず、守護代のみが派遣されるといった政治統治が代々行われた。出雲国はその歴史から他国とは異なった統治機構と支配機構で成り立っていた（出雲国造勢力・寺社勢力・在地国人・たたら製鉄場等）。
更に、元々京極氏の被官であった尼子氏としては、こうした複雑な統治機構の中で、京極氏が構築した運営体制を乗っ取る形で運営していたこともあり、常に不安定な政情に置かれていた。
これを証明するように、経久は国造勢力である千家氏・北島氏、国人勢力として最も権力のある宍道氏・塩冶氏との婚姻政策を推し進めた。京極氏の被官もしくは影響下にあった勢力を、尼子氏への直臣化しようとしたものであった。
しかし、経久の跡を継いだ晴久は第一次月山富田城の戦い以降、出雲国から退転・追放させた者達の多くが千家氏・多賀氏・宍道氏・佐波氏であり、これらは経久時代の方針により尼子家との婚姻関係が進められた者達であった。更に塩冶興久の乱の時にも一度これらの処分を受けた者は塩冶側に加担している者がいるなど、尼子氏による直接統治が容易ではなかった。
また、経久は興久の件を踏まえて晴久の正室に尼子国久の娘を嫁がせて次代での親族の不和を無くそうとしたものの、この妻の死こそが国久との絆を断ち晴久を新宮党の粛清という非情な手段へ踏み切らせることになる等、尼子氏の婚姻・縁戚関係は経久の思惑であった尼子氏の勢力拡大に貢献はしたものの、この婚姻関係の破綻こそが晴久・義久の二代に渡る尼子氏の足枷へとなる。更にはこの新宮党や塩冶氏と結びつきの強かった国人衆は退転・没落・領地削減を余儀なくされる等、非常に不安定な地位にあった。
こういった出雲国の特殊な情勢において、晴久の一貫していた方針は「尼子宗家の権限強化」であり、それらの犠牲になったのが、これらの独立性の強い国人・親族・諸勢力であった。特に三沢氏は晴久期においても反抗的な姿勢を取ることが多いなど独自性が強く、これは当然として尼子氏にとっても脅威な存在であった。その為、三沢氏を含めて大内氏に寝返った国人の多くは、月山富田城の戦い以降に勢威を回復した晴久から領地削減される他、血縁関係もあった宍道氏に至っては嫡流が出雲から永久追放を受けている。
晴久期の成果として、自らが登用した者に政治権限を持たせたことや、出雲国や他国の国人衆への統率強化として国人の一部を奉行衆へと取り立て、本領地から城代への配置転換といった形（多胡氏・本城氏等）が上げられる。これは在地領主であった彼らを直臣へと組み込めたという成果の証左である一方、元々統治機構が整備されないまま戦国時代へと移行し、晴久による支配体制への改革によって中央集権化が浸透する前に彼自身が急死したこと、婚姻関係の破綻による圧迫を受けた国人衆の尼子氏への不満が、次代の義久において一気に噴出する結果に結びついてしまった。

## 内政
杵築大社を自らの配下に組み込むべく、大社と反発していた日御碕神社を支援することや、大社宮司千家氏・北島氏やその配下衆に直接介入することで、杵築門前町を支配下に置こうとした。
西出雲塩冶郷の水運への直接介入や出雲鉄・伯耆鉄・石見銀を用いて貿易にて得られる津料。更には石見銀山採掘場で栄えていた鉱山町にて物資を売ることで得られる利益を御師坪内氏の権限を認めることで、その利益の一部を尼子氏に上納させるなどしていた。これらの豊富な財源が尼子氏の遠征を支える軍資金としてだけでなく、神社仏閣の造営を行う際の基盤ともなった。
また、西出雲から朝鮮・明・南蛮との対外貿易や、若狭の商人とも繋がった国内貿易にも一つの貿易ルートを築いた。しかし、後に堀尾氏が城下町を松江市に移したことや、貿易ルートが太平洋へ移動したことなどで西出雲の発展は終局を迎えた。
晴久は月山富田城下町を貿易で発展させ、尼子氏が滅亡するまで城下町は栄えた。尼子氏滅亡後も毛利家の城下町として栄えたものの、1600年間に起きた大洪水により、東出雲の月山富田城下町は流出。これにより尼子氏滅亡後の尼子を残すものは消えてしまった。

## 軍事行動
晴久家督継承以前の尼子氏は祖父・経久が周防・長門に勢力を持つ大内氏と、因幡・但馬・備後に勢力を持つ山名氏との関係を悪化させており、二方面に対外遠征をしている。これが享禄年間から天文年間前半の晴久の対外遠征の主たる要因である。
ただ、天文年間後半からは尼子氏の軍事基盤であった新宮党が独自勢力化する等、親族の横柄な振舞や造反に悩まされ、家中の一元化を謀るべく、新宮党に対しては最終的に粛清に踏み切っている。周囲の情勢も巨大勢力だった大内氏の内部崩壊、更には毛利氏・三村氏・浦上氏等の反尼子国人連合の台頭もあり、尼子氏の情勢は祖父経久の時よりも厳しさを増している。こういった情勢を打開すべく本国出雲の統治改革（奉行衆を用いた直轄政策）を行い、活路を石見銀山という資金源に向けようとしていた。

## 家臣
- 尼子国久
- 尼子誠久
- 宇山久兼
- 佐世清宗

## 偏諱を与えた人物
詮久時代
- 尼子詮幸（晴久の大叔父・尼子久幸の嫡男、初め経貞）
- 宍道詮慶（家臣・一門衆、のち大内義隆に属し宍道隆慶に改名）

晴久時代
- 牛尾久信
- 江見久盛
- 立原久綱
- 三刀屋久扶
- 森脇久仍
- 山名久通（因幡守護、初め山名誠通）

※吉田郡山城の戦いで大敗したのち、宍道詮慶（宍道隆慶）のように大内氏側に寝返る者も出てきたため、その後晴久は出雲国内の家臣統制の一環として家臣達に積極的に偏諱を与えている。

## 関連作品
小説
- 『尼子一族興亡記』（著者：羽山信樹）

テレビドラマ
- 『毛利元就』（1997年、NHK大河ドラマ、演：髙嶋政宏）

ゲーム
- 『戦国BASARA3』（2010年、PlayStation 3、Wii　制作：カプコン　声：川村拓央）
- 『戦国大戦 -15XX 五畿七道の雄-』（2012年、アーケード　制作：セガ　声：小野大輔）